# Серебряная палата (Вена)
Серебряная палата (нем. Silberkammer) — музей придворного столового инвентаря и декора в Вене. Располагается в Хофбурге и является частью комплекса музеев «Императорские апартаменты». В коллекции музея хранятся объекты, находившие применение в дворцовом хозяйстве, а также предметы обихода императорской семьи и придворных. Музей был открыт для посетителей 1 апреля 1995 года.
В экспозиции музея, который занимает площадь 1 300 м² в четырнадцати залах, представлено 7 000 экспонатов, отобранных из 150 000 объектов, хранящихся в запасниках музея. Среди экспонатов музея ценный хрусталь, различные столовые приборы, разнообразная кухонная утварь, находившая применение при императорском дворе. Особенно выделяется Миланский пладеменаж, который был заказан по случаю коронации императора Фердинанда I, провозглашенного в 1838 году королём Ломбардии и Венеции, и представляет собой самый обширный декоративный ансамбль, хранящийся в Серебряной палате. Также к числу наиболее ценных экспонатов принадлежит «Гран Вермель» из позолоченного серебра, первоначально заказанный во Франции и рассчитанный на 40 кувертов (в 1850 году дополнен до 140 кувертов).
Императорская утварь частично и по сей день используется для сервировки стола на официальных приёмах, устраиваемых по случаю встреч на высшем уровне.

## История

### Бывшее Хранилище серебра императорского двора и предметов сервировки стола
Коллекция Серебряной палаты берет своё начало с XV века. До нашего времени сохранились доказательство того, что профессия «казначей серебряной палаты» существовала ещё в XV в., при этом предметом деятельности «серебряного казначея» (камерцалмейстера) являлся не только уход за предметами сервировки стола. В относящемуся к 1527 г. штатном расписании придворного персонала Фердинанда I казначей придворной Серебряной палаты аристократического происхождения, заведовавший серебром, предметами сервировки стола, хлебом и фруктами, в помощь которому предоставлялись один заместитель, трое т. н. «слуг по серебру» и двое подсобных рабочих.
В XVIII веке Серебряная палата была переименована в Хранилище серебра императорского двора. Её работники отвечали за учёт столового серебра императорской семьи и уход за ним. Хранившееся в Серебряной палате предметы были объявлены казённой собственностью. Сфера деятельности работников хранилища была значительно шире, чем в XIX веке.
Вплоть до середины XVIII века в сферу компетенции работников Серебряной палаты входило и столовое бельё; слуги по серебру отвечали также за сервировку в соответствующей посуде хлеба, салата, уксуса, растительного масла, горчицы, сыра, конфет и сахара. Эти продукты они получали в придворной хлебопекарне и кондитерской или с продовольственного склада по предъявлению письменного заказа из контрольного ведомства императорского двора. К каждой трапезе слуги по серебру и мойщики серебра готовили из поджаренной задней телячьей или бараньей ноги, мясного бульона и свежих лимонов маленькие эскалопы «пикката».
Ежедневно серебряная посуда обтиралась в соответствии с подробнейшим списком и передавалась для сервировки на кухню. Посторонний персонал к переноске супниц и сотейников не допускался. Охрана стояла не только в Серебряной палате, но и по всему пути персонала, переносящего серебро.
После трапезы персонал переносил предметы сервировки стола на кухню, где с них удалялись остатки еды. Серебро мыли и вновь переносили в Серебряную палату; при этом каждый возвращённый предмет из перечня «одолженных» вычеркивался.
В те времена в Серебряной палате работало двое слуг по серебру, двое мойщиков серебра, шесть помощников и два носильщика, а также одна мойщица серебра, в обязанности которой входило очищение тарелок и столовых приборов во время трапезы в примыкающем помещении. Иногда требовалась работа так называемых «наводителей блеска». Для очищения серебра применялась «ягнячья ножка, трепел да щётки». Работа в Серебряной палате была посменной, смены менялись каждые восемь дней. Если члены императорского двора кушали не вместе, а каждый в своих покоях, еда подавалась туда на посуде из олова и иных материалов.
В XIX веке Серебряную палату и Хранилище предметов сервировки стола объединили в Хранилище серебра и предметов сервировки стола. Некоторые из вышеописанных обязанностей работников Серебряной палаты перешли к другим придворным службам (отделам придворного хозяйства): за сервировку хлеба и выпечки теперь отвечал персонал дворцового погреба, фруктов и конфет — придворные кондитеры, в ведении которых теперь находились не только кофейные и чайные сервизы, но и бронзовые горки, блюда для фруктов и конфет, кубки для напитков со льдом, тарелки для мороженого и пр. Пищу в Серебряной палате тоже больше не приготовляли. Для придворных трапез шеф-повар императорского двора составлял перечень необходимых супниц и сотейников, которые он получал затем под расписку из Серебряной палаты. Персонал Серебряной палаты выдавал также все необходимые предметы сервировки стола. Основная задача слуг по серебру и их помощников заключалась в том, чтобы в надлежащем состоянии содержать все предметы из Серебряной палаты. Они были обязаны следить за их чистотой и хранить их в готовом для немедленного использования виде. Начиная с первой половины XIX века в помощь персоналу была предоставлена специальная машина для полировки вермеля и серебра. Решением о том, какой сервиз применяется для каждой конкретной трапезы, принимало контрольное ведомство императорского двора.
После распада габсбургской монархии в 1918 г., предметы из Хранилища серебра и предметов сервировки стола императорского двора перешли в собственность Республики Австрия; императорское хозяйство прекратило своё существование. Многочисленные объекты из других придворных служб (дворцового погреба, дворцовой кухни, придворной кондитерской, дворцовой бельевой) были распроданы, оставшиеся предметы из бывшего Хранилища серебра и предметов сервировки императорского двора были занесены в специальный реестр.
Как и в эпоху монархии служащие бывшего Хранилища серебра и предметов сервировки императорского двора и теперь отвечают за сервировку при проведении государственных банкетов и подгтовку фуршетов для приёмов. До того, как Республика Австрия приобрела свою собственную посуду (фарфор и стекло в 1999 г.) на банкетах государственного значения использовалась посуда императоров.
Музей «Серебряная палата» был открыт для посетителей 1 апреля 1995 года, а ответственность за управление музеем была возложена на организацию Schloß Schönbrunn Kultur- und Betriebsges.m.b.H..

## Экспозиция
В экспозиции музея представлено 7 000 экспонатов, отобранных из 150 000 объектов, хранящихся в запасниках музея. Экспозиция музея построена по тематическому принципу и располагается в четырнадцати залах площадью 1 300 м²:
- Кухонные и пекарные принадлежности
- Столовое бельё
- Сервиз Габсбургов
- Сервиз Херендской мануфактуры
- Императрица Елизавета Баварская
- Столовый декор и горки
- Венское императорское столовое серебро
- Фарфор имари
- Столовые приборы императрицы Марии Терезии
- Десертный сервиз мануфактуры Минтон
- Сервиз Севрской фарфоровой мануфактуры
- Сервиз для Венского конгресса
- Цветочные тарелки
- Гран Вермель

### Зал № 1. Кухонные и пекарные принадлежности
Большая часть используемой на дворцовой кухне и в придворной кондитерской посуды была изготовлена из меди и олова. Кроме того, здесь также имелись принадлежности из гончарной керамики, железа и дерева, а во второй половине XIX века появились также и изделия из эмали; однако сохранились лишь немногие из них. Основным критерием являлась чистота посуды: при дворе имелась прислуга, чья профессия именовалась «оттиратель котлов». Для медной посуды очень важно было безупречное цинковое покрытие. Для мытья изделий из меди уксус и песок. Во избежание потерь и хищений на медной и цинковой посуде были вытеснены двухглавые орлы и буквы KKHK и KKHZ (Кухня императорского двора и Кондитерская императорского двора).
Запас посуды был очень велик, ведь дворцовая кухня и придворная дворцовая кухня и придворная кондитерская относились к различным подразделениям; кроме того, посуда сопровождала императорскую чету и в её путешествиях. Об этом свидетельствует и тот факт, что после событий 1918 г. было продано более 10 000 предметов; кроме того, множество кухонных и столовых принадлежностей потерялось в время распада монархии. По этой причине сохранилась лишь малая часть утвари.

### Зал № 2. Столовое бельё

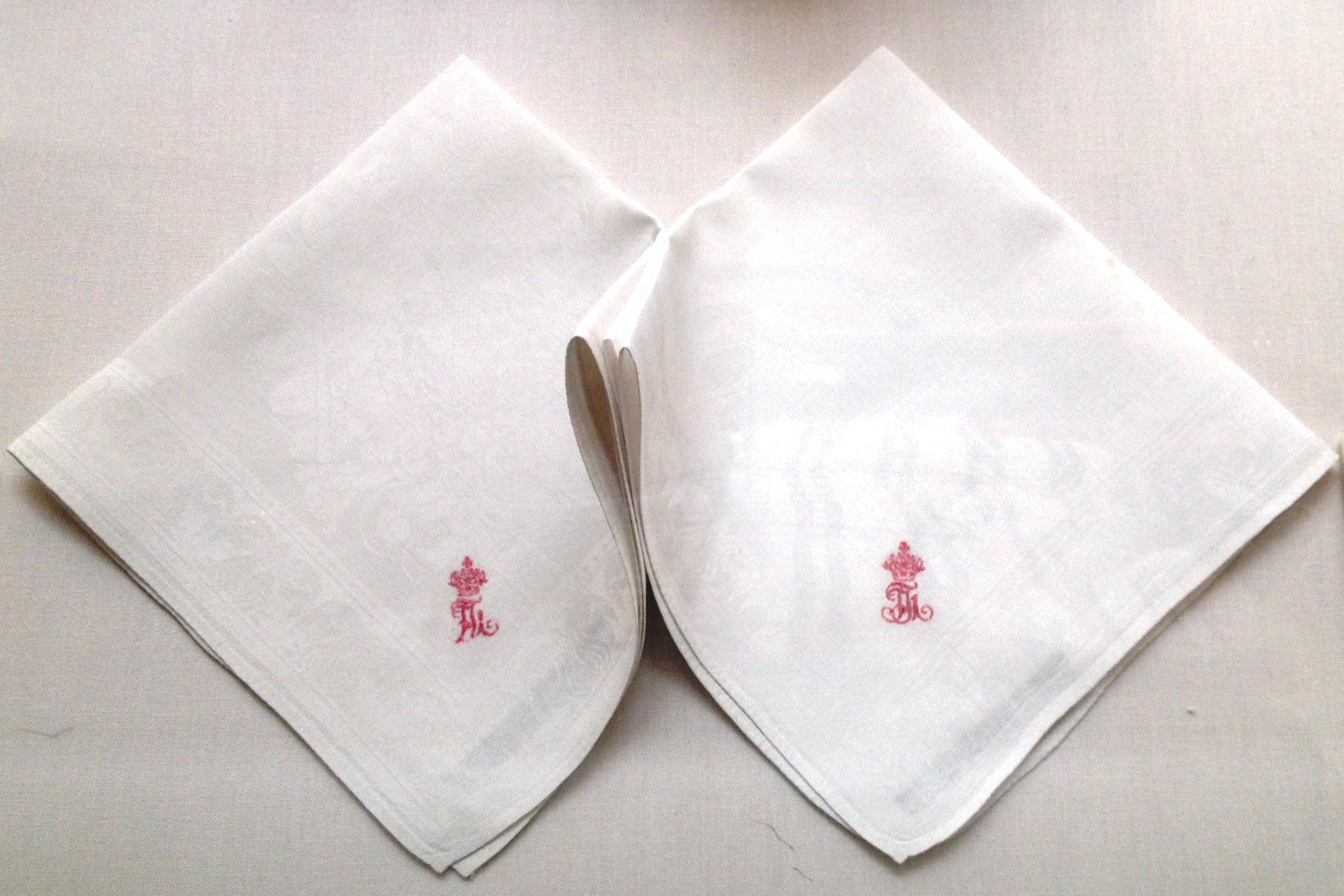
Столовое бельё для императора Франца Иосифа I. Льняной дамаст производства «Regenhart & Raymann», Австрийская Силезия, 2-я пол. XIX в.

Первоначально Габсбурги заказывали своё столовое бельё в Нидерландах; затем вплоть до начала XIX века, преимущественно в Саксонии. Когда же отечественные мастера льноткачества достигли уровня, удовлетворяющего требованиям императорского двора, поставки камчатного столового белья для императорского стола начали осуществляться исключительно от австро-силезских производителей. Основным поставщиком Габсбургов стал придворный поставщик столового белья для императорского стола «Regenhart & Raymann», чья льноткацкая мануфактура располагалась в Фрайвальдау.
Скатерти для императорского стола имели круглую или квадратную форму (диаметр или длина стороны составляли от 120 см до 420 см), а также прямоугольную форму (длина от 190 см до 20 м, ширина 3—4 м). Наряду с императорскими салфетками (90х90 см) имелись также десертные салфетки (34х35 см) и «простые» салфетки; последние изготовлялись из более грубого льна и предназначались для трапез придворного окружения.
На скатертях и салфетках для императорского стола не только вышита корона империи и размер (в локтях), они также украшены цветочным декором и императорскими регалиями. Кроем того, имелось специальное столовое бельё для военных манёвров, столовое бельё для охотничьих замков, для морских путешествий и пр.

### Зал № 3. Сервиз Габсбургов

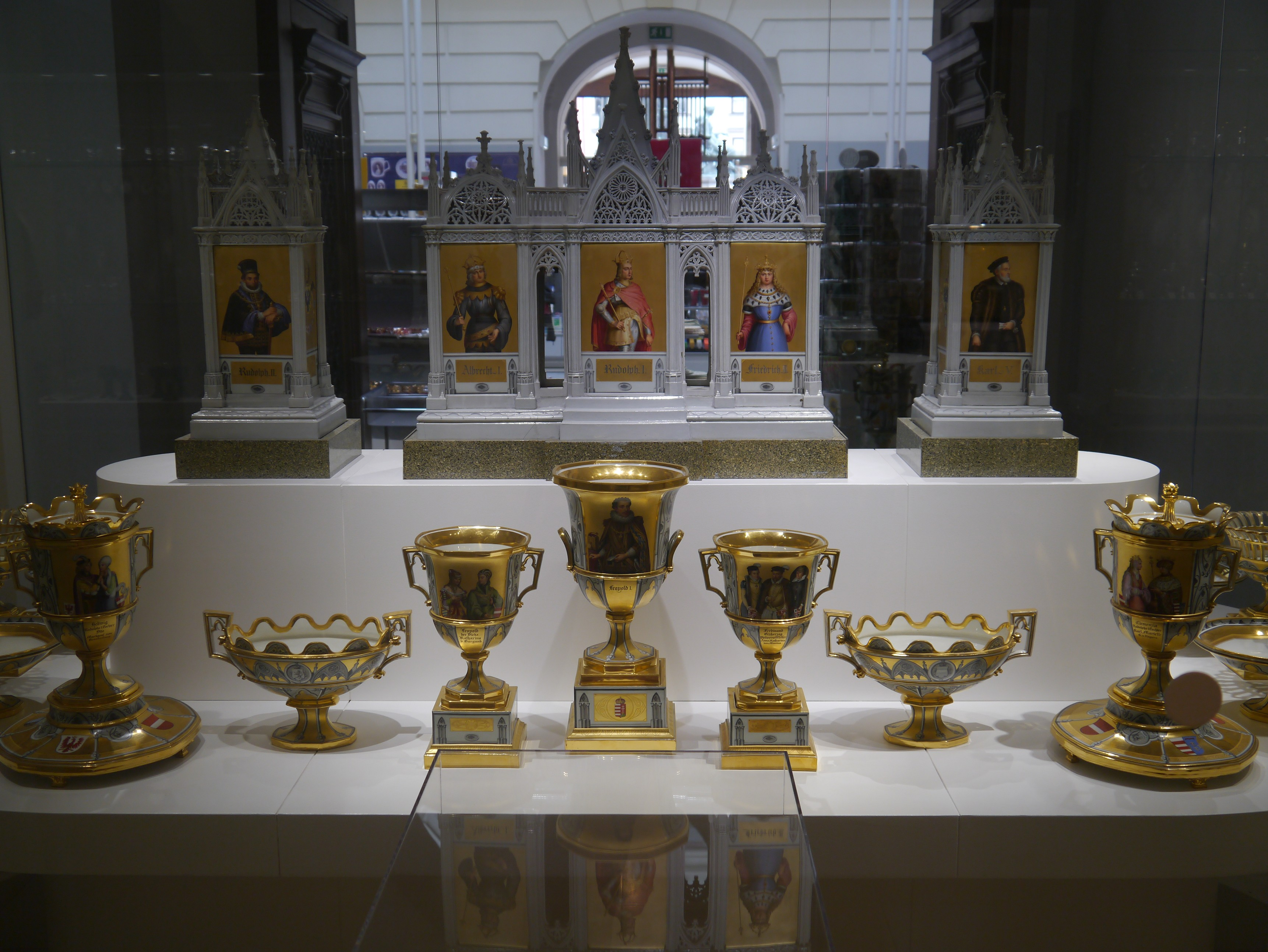
Сервиз Габсбургов Венская фарфоровая мануфактура, 1824

В период с 1821 по 1824 год Венская фарфоровая мануфактура изготовила по заказу императора Франца II/I десертный сервиз в романтическом стиле под готику, украшенный портретами властителей из семейства Габсбургов и их супруг. Этот десертный сервиз, именовавшийся ранее Лаксенбургским, был предназначен для трапезы в честь венчания эрцгерцога Франца Карла (младшего сына императора Франца) и принцессы Софии Баварской. Его оформление отвечало желанию императора представить своих предков таким образом, чтобы поддержать попытки легитимизации после отказа от короны германского императора и создания Австрийской империи. Для того, чтобы продемонстрировать дух династии перед широкими кругами общественности десертный сервиз использовался не только во время семейных, но и при публичных трапезах.
В 1860 году сервиз был внесён в список антиквариата и раритетов Серебряной палаты и изъят из употребления. Он сохранился практически неповреждённым.

### Зал № 4. Сервиз Херендской мануфактуры

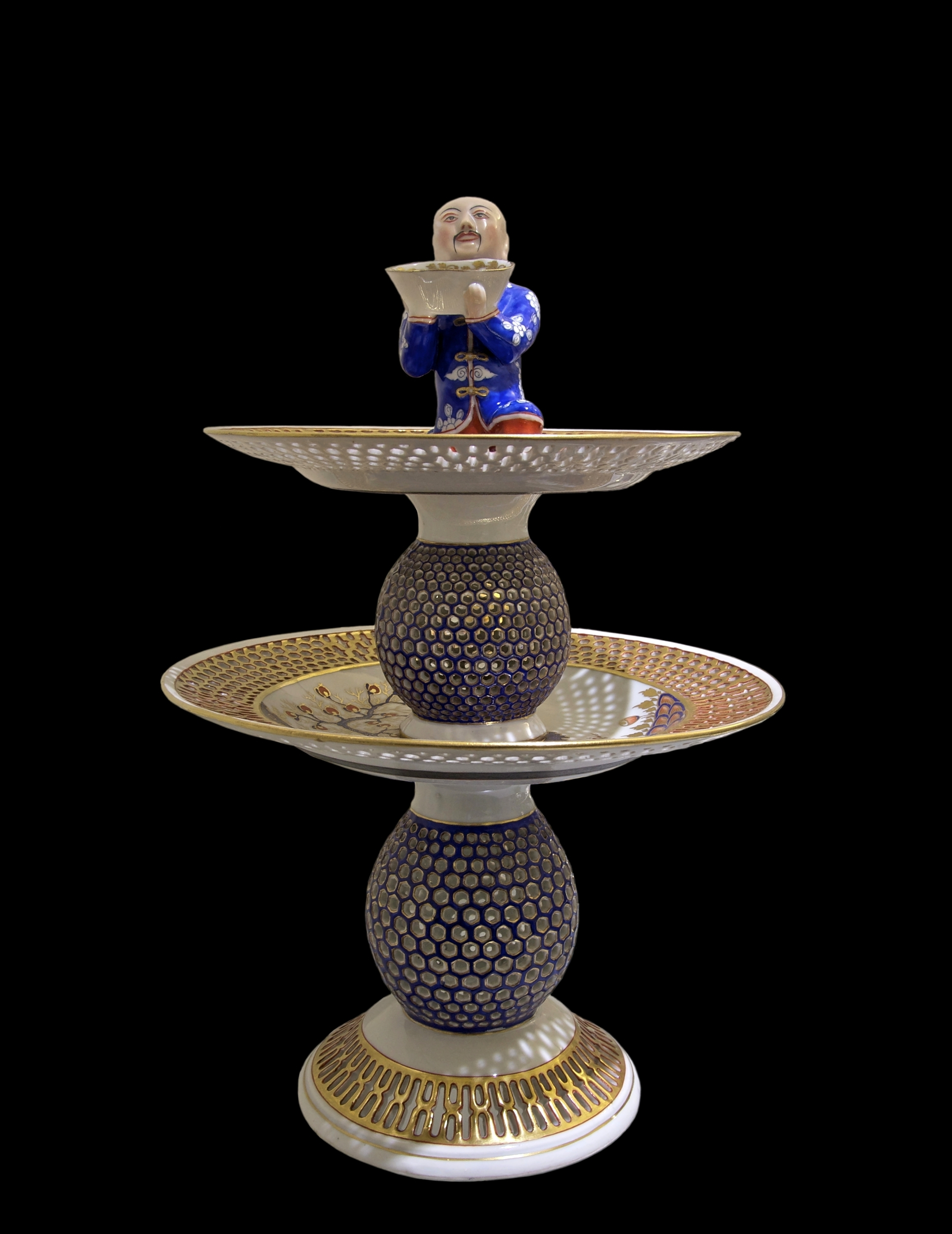
Конфетница из сервиза, принадлежавшего императору Мексики Максимилиану I, Херендская мануфактура, 1865

Эрцгерцог Фердинанд Максимилиан, родившийся в 1832 году, был вторым сыном эрцгерцога Франца Карла и Софии Баварской. Он был намного более интеллектуально развит и популярен, чем Франц Иосиф. Во избежание конфликтов с братом, охваченный постоянно возрастающим чувством ревности и соперничества, Фердинанд Максимилиан, отправился в путешествия, по большей части морские. В 1854 году он был назначен верховным комендантом морского флота империи.
Фердинанд Максимилиан женился на Шарлотте Бельгийской. По его распоряжению в окрестностях Триеста был построен замок Мирамаре, где он уединился после своего провала в качестве губернатора Ломбардии-Венето. Однако бездейственная жизнь была ему не по душе, и в 1864 г. он принял предложение императора Наполеона III занять престол мексиканского императора. Уже в 1865 г. император Наполеон III отказал Максимилиану в какой-либо поддержке, так как США, для которых Бенито Хуарес являлся правомочным правителем страны, были против европейского вмешательства. В 1867 году Максимилиан был арестован в Кверетаро и по официальному приказу расстрелян 19 июня.
Несмотря на все беспокойства времени своего правления, император Максимилиан уделял большое внимание соблюдению сложного церемониала по венскому образцу, а также соответствующему оформлению своей резиденции.
В качестве столового сервиза Максимилиан лично выбрал в 1864 г. сервиз «Мирамаре» с азиатским декором в традиционных цветах имари, изготовленный на Херендской мануфактуре в Венгрии. Однако в Мексику сервиз так и не попал.

### Зал № 5. Императрица Елизавета Баварская
К числу первых сервизов, которыми пользовалась императрица Елизавета Баварская в своей повседневной жизни, относился и белый с золотом столовый сервиз мануфактуры «Тун» из Клестерля (Богемия). Как и относящееся к позднему периоду, так называемое, «Серебро Елизаветы» и серебряный дорожный сервиз, он принадлежал ранее к имуществу императора Фердинанда I в Праге. На предметах серебряного сервиза была вытеснена буква «Е» и императорская корона. «Серебро Елизаветы» постоянно пополнялось новыми предметами вплоть до убийства императрицы в 1898 году. Среди экспонатов в зале представлены дорожный сервиз из серебра (Солитер), Штефан Майерхоф, Вена, 1832, бокалы для консоме из сервиза «Серебро Елизаветы», изготовленные на фабрике «Mayerhofer & Klinkosch», Вена, 1852 и др.
Позднее императрица Елизавета полюбила продолжительные путешествия на яхтах своего супруга, «Грайфе» и «Мирамаре». Примерно в 1890 году она задумала приобрести свой собственный сервиз для морских путешествий. В 1893 году компания Артура Круппа изготовила для круизов императрицы специальный столовый сервиз из серебра и альпаки, на котором были вытеснены дельфин и императорская корона. Было изготовлено и соответствующее столовое бельё, на котором также изображён дельфин.
Императрица Елизавета постоянно заботилась о сохранении своей стройной фигуры. Поэтому важное место в её рационе занимали молоко и молочные продукты. В 1895 г. в фазановом саду Шёнбрунна специально для неё была сооружена ферма, где содержались коровы. Наряду с рабочими и жилыми помещениями «швейцарца» (старое название дояров) и его сотрудников на ферме имелся и салон императрицы Елизаветы. Он был выполнен в венгерском стиле и оборудован крестьянской мебелью с ручной росписью и пёстрыми гардинами. Керамические столовый, кофейный и чайный сервизы с молочной фермы также были украшены пёстрой росписью и представлены в экспозиции.
Также в экспозиции представлены четыре утиных пресса из имущества императрицы Елизаветы, созданные в Франции в 1880 году. Эти прессы, применяющиеся, как правило, для приготовления знаменитого французского блюда «Canard au sang» («Утка с кровью») для выжимки жидкости из каркасов, использовались Елизаветой, не по назначению. Для неё ими выжималась кровь из сырой телятины или говядины. Она считала, что регулярное потребление этой жидкости способствует сохранению стройности фигуры.

### Зал № 7. Венское императорское столовое серебро
После того как император Франца II/I обратил императорское столовое серебро и золото в деньги, во владение венского императорского двора не осталось никакой посуды из благородных металлов, за исключением сервиза из вермеля, привезённого в 1816 году из Милана. Однако протокол императорского двора в определённых случаях требовал сервировки стола именно приборами из благородных металлов; только суп и десерт могли подаваться в фарфоровой посуде.
Начиная с середины 30-х годов XIX века императорский двор занялся приобретением сервизом из серебра. Был сделан заказ у знаменитого венского мастера серебряных дел Штефана Майерхофера, потом наряду с Майерхофером начал поставлять и Йозеф Карл фон Клинкош («Mayerhofer & Klinkosch»), а начиная с 1869 года в придворных поставщиков серебра остался только Й. К. Клинкош. В принятый по тем временам состав сервиза входили наряду с блюдами и сотейники для мяса и рыбы, которые обслуга подносила гостям, чтобы каждый из них мог выбрать для себя приглянувшуюся порцию. Сервиз дополняли соусники, супницы, чайный и кофейный сервизы, бокалы для консоме, хлебницы и различные блюда для сервировки, а также столовые приборы. Несмотря на большое количество входящих в сервиз предметов, на больших приёмах (от 300 до 400 гостей) мойщикам серебра приходилось очень быстро работать в примыкающих помещениях: так как для каждого блюда требовались свежие столовые приборы и посуда, запасов серебра не хватало.
Венское императорское столовое серебро используется на государственных приёмах и до сих пор.

### Зал № 8. Фарфор имари

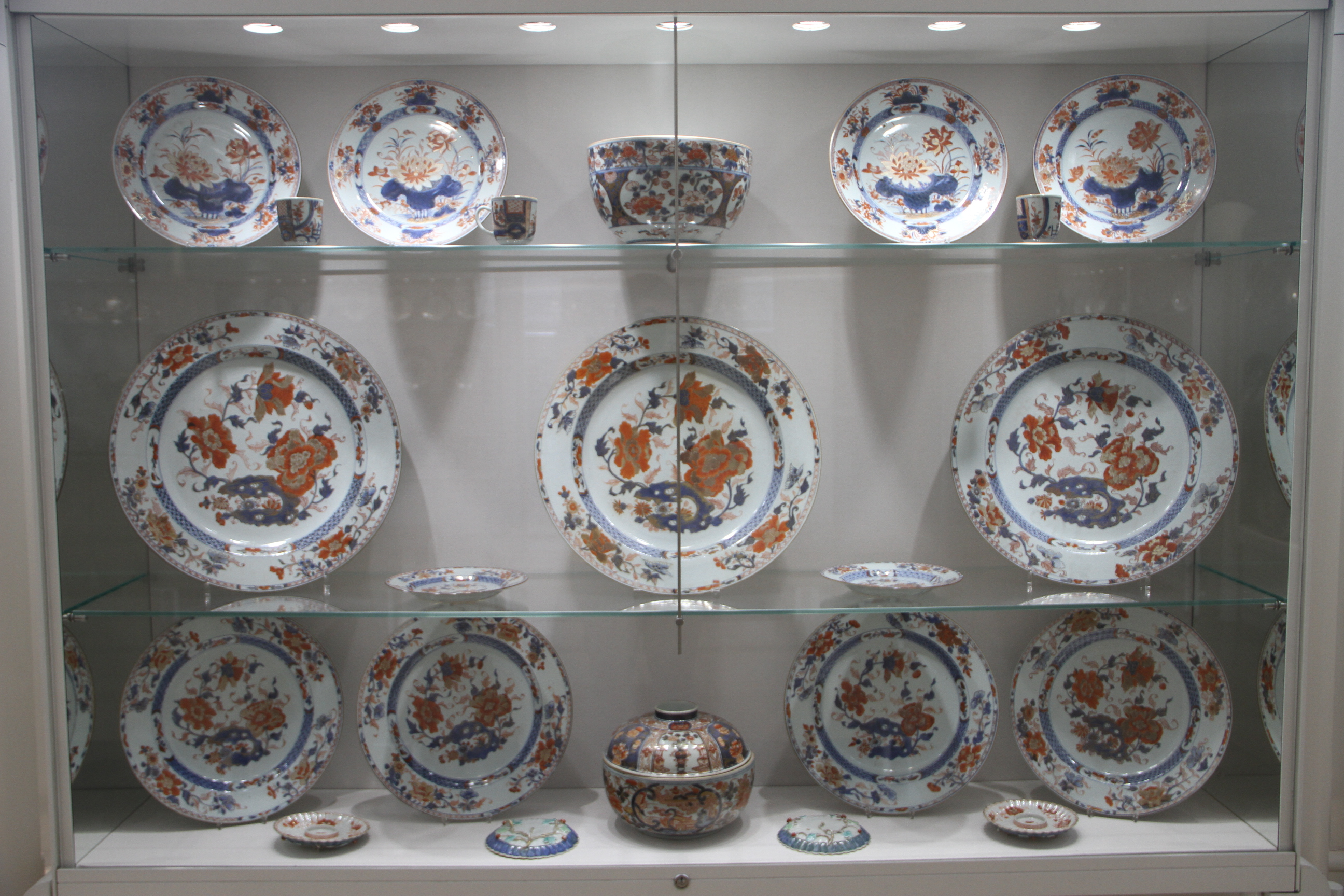
Фарфор имари

Карл Александр Лотарингский был братом Франца Штефана Лотарингского, ставшего позднее императором Францем I. После отказа брата от Лотарингии в целях женитьбы на наследнице Габсбургов, Карл Александр и его сестра Анна Шарлотта также стали членами высочайшего семейства. В 1744 году Карл Александр женился на Марии Анне, сестре Марии Терезии; он стал страстным коллекционером, собравшим большую коллекцию произведений искусства. После кончины Карла Александра его наследник Иосиф II продал часть коллекции с аукциона. Лишь самые красивые посудные изделия из фарфора, серебра и золота были привезены по желанию императора в Вену.
Большая часть сохранившихся предметов из наследия Карла Александра Лотарингского, экспонируется в зале № 8 и представляет собой изделия из китайского и японского фарфора, названного в честь Имари, японского порта, откуда он был привезён. Доработка серебром была осуществлена уже в Европе (в Вене, Брюсселе, Лондоне, Париже). С одной стороны, фарфор считался настолько ценным материалом, что при помощи серебра хотели защитить его кроки; с другой стороны, азиатские формы посуды не всегда соответствовали европейским представлениям о столовой культуре. Комбинирование различных типов за счёт дополнения серебром помогло создать формы, соответствующие европейскому вкусу. Особенно чётко это проявляется в горках, светильниках, посуде для пряностей и настольном фонтанчике. Фарфоровые элементы относятся к рубежу XVII и XVIII веков; большинство серебряных дополнений появилось в середине XVIII века.

### Зал № 9. Набор столовых приборов императрицы Марии Терезии

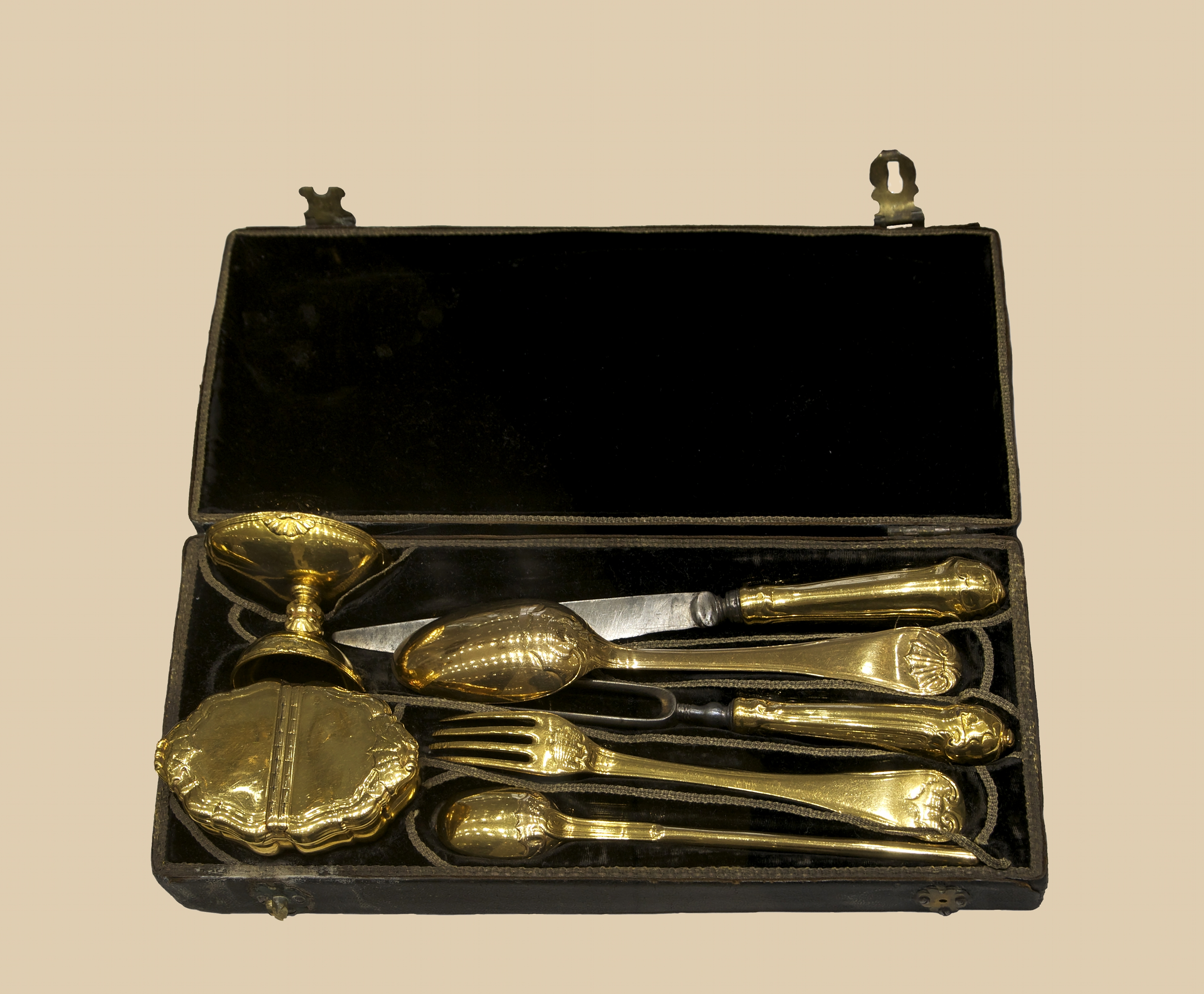
Столовые приборы императрицы Марии Терезии, золото, сер. XVIII в.

Вплоть до конца XVIII века укомплектованных гарнитуров столовых приборов не существовало; вилка, например, по-настоящему нашла своё место на столах лишь в этом столетии. Поэтому приглашенные на трапезу гости приносили свои собственные столовые приборы.
Изготовленный из золота высшей пробы набор столовых приборов императрицы Марии Терезии хранился у сомелье, который и приводил его после применения в порядок. В состав набора входят ложка, вилка, нож, вилка с двумя зубцами для сервировки жареного мяса, кофейная ложечка со специальным черенком для изъятия считавшегося деликатесом костного мозга, шкатулка для пряностей (соли и перца) и рюмка для яиц. Сомелье, несущего столовые приборы к столу или после использования со стола, сопровождали гвардейцы с факелами. Каждый, кому встречалась на пути эта торжественная процессия, был обязан оказывать столовому прибору те же знаки почтения, что и самой императрице.

### Зал № 10. Десертный сервиз мануфактуры Минтон

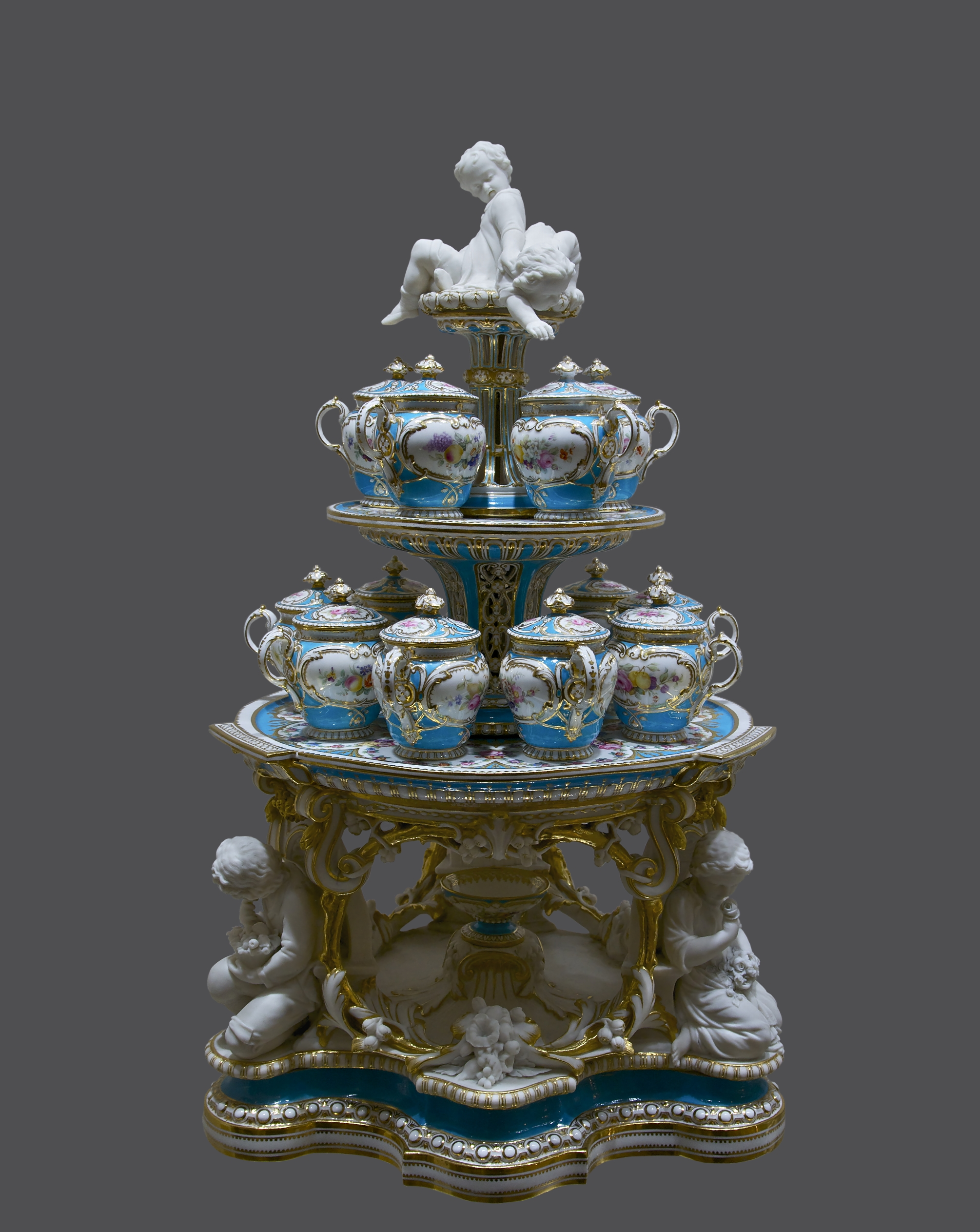
Горка с горшочками для крема из десертного сервиза Минтона, Великобритания, 1851 г. Инв № 191—193. 69 предметов из сервиза были преподнесены королевой Викторией в подарок императору Францу Иосифу I по случаю Всемирной выставки 1851 г. в Лондоне

На всемирной выставке, проходившей в 1851 году в лондонском Хрустальном дворце, сервиз работы Герберта Минтона был отнесён к числу наиболее великолепных экспонатов. Жюри присудило ему «Council Medal», наивысшую награду в области фарфора. Состоящий из 116 предметов сервиз так понравился королеве Виктории, приходившей несколько раз на выставку в сопровождении членов семьи и гостей для того, чтобы полюбоваться им, что она решила его приобрести. Большую часть, а именно 69 предметов, она преподнесла в подарок императору Францу Иосифу I.
Десертный сервиз был настолько хрупок, что в 1860 году его зарегистрировали в Серебряной палате не среди находящихся в пользовании предметов, а в новом разделе антиквариата и раритетов. По всей вероятности, им ни разу не пользовались, благодаря чему все составляющие предметы сохранились до сегодняшнего дня. Вторая часть сервиза находится в Букингемском дворце в Лондоне.

### Зал № 11. Сервиз Севрской фарфоровой мануфактуры
Все три находящиеся в бывшем Хранилище императорского серебра и столовых приборов фарфоровых сервиза были подарены Габсбургам королевским домом Франции.

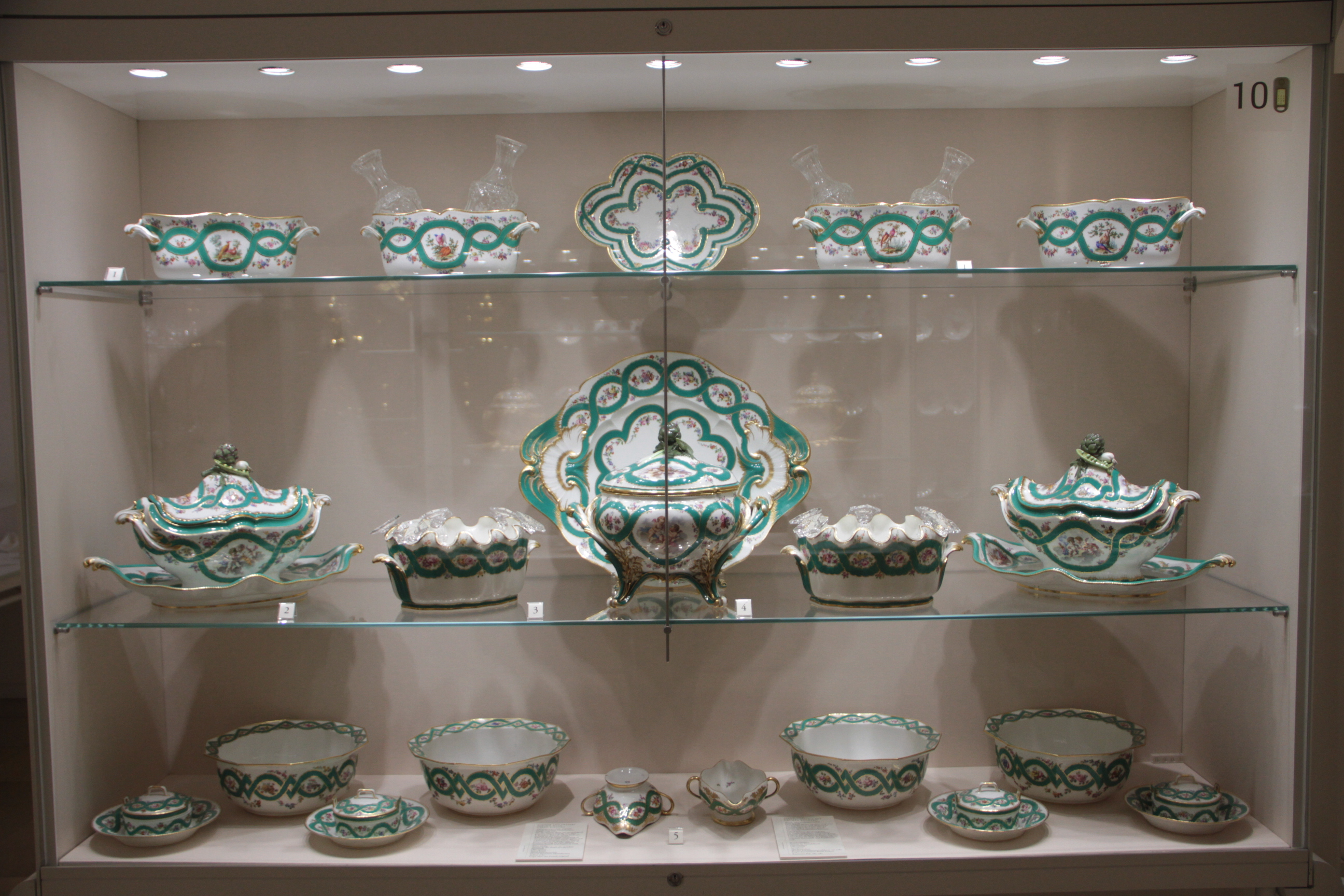
Сервиз с зелёными лентами, Севр, 1756—57

- Сервиз с зелёными лентами. Этот подарок французского короля Людовика XV императрице Марии Терезии стал символом изменений в политике европейских союзников после австро-прусских войн за наследство и сближения Австрии и Франции в 1756 г. Два года спустя Севрская фарфоровая мануфактура поставила королевскому дому Франции столовый и десертный сервиз, состоящий из 185 предметов, 38 образующих горку статуэток и 116 других изделий из фарфора, таких как принадлежности для завтрака, вазы для ароматизированных лепестков, бокалы, чайники и кофейники, фонтаны, ночные горшки, розетки для паштетов и рукомойники. Кроме того была поставлена и десертная горка, состоящая из 21 части. Сохранилось 45 предметов из этого сервиза, все статуэтки и горки пропали. Два соусника, скопированных на Венской фарфоровой мануфактуре, свидетельствуют о попытках замены недостающих предметов в самой Австрии[19].
- Сервиз з зелёным фоном. В 1770 г. состоялось венчание Марии-Антуанетты, дочери императрицы Марии Терезии, с французским дофином, вошедшим впоследствии в историю под именем короля Людовика XVI, призванное укрепить новый союз Габсбургов и Бурбонов. В 1777 г. император Иосиф II отправился с визитом во Францию с официальной целью получить сведения об экономической ситуации и проведения бесед на политические темы со своим деверем. Однако основная причина поездки заключалась в бездетности французской королевской четы. Иосифу II удалось уговорить деверя на небольшую операцию, и вскоре Мария-Антуанетта забеременела. В честь этого визита императору Иосифу II был преподнесён в подарок столовый и десертный сервиз с зелёным фоом[20].
- Супницы с колосьями. Кроме сервиза с зелёными лентами императору Иосифу II были подарены в 1777 г. две овальные супницы и две изготовленные из твёрдого фарфора специальные супницы для испанского супа «олья подрида», пользовавшегося при императорском дворе необычайной популярностью. Они украшены золотыми колосьями и изображением фруктов, овощей, злаков, полевых культур, цветов и садовых инструментов. Эти супницы с символами плодородия относились к числу наиболее ценных изделий Севрской мануфактуры[20].

### Зал № 12. Сервиз для Венского конгресса
В XVIII веке императорский двор не был особенно значительным клиентом для Венской фарфоровой мануфактуры. В соответствии с декорумом того времени, а также из-за всё ещё относительно высокой стоимости фарфора, в применении были преимущественно столовые сервизы из благородных металлов (золота, вермеля, серебра). Фарфоровая посуда применялась в основном, для сервировки десертов, супов и завтраков, а символизирующие героев мифологии статуэтки и скульптурные группы из него — для декорации столов.
Из-за связанного с войнами Наполеона обращение столовых сервизов из благородных металлов в деньги потребность императорского двора в фарфоре резко возросла. Тогда фарфор рассматривался в качестве вынужденного промежуточного решения.
Для кладовых и семейных трапез стало приобретаться всё больше фарфоровых сервизов.
После принятия весной 1814 года решения о проведении в Вене крупного конгресса, посвящённого вопросам мира, оказалось, что при дворе Габсбургов подходящих сервизов не осталось. Ради соблюдения приличия и поддержания репутации на Венской фарфоровой мануфактуре был заказан сервиз для общественных трапез.

### Зал № 13. Цветочные тарелки
В 1784 году шестнадцатилетний наследник престола Франц II/I (1768—1835) приехал в Вену из Флоренции. Его дядя, император Иосиф II, тщательнейшим образом подошёл к выбору хороших учителей для молодого человека. В число любимых эрцгерцогом занятий входили путешествия и чтение. Кроме того, он увлекался ботаникой и музыкой. годами позже смыслом его жизни стала семья.
В соответствии с законами и традициями семейства Габсбургов каждому эрцгерцогу надлежало изучить какое-нибудь ремесло. Обожавший ботанику эрцгерцог Франц стал садовником. Его садовый инструмент находится ныне в Федеральном хранилище движимых предметов.
Примерно в 1819 году появилась первая серия, состоявшая из тридцати шести тарелок с изображением цветов на коричневом фоне; до 1823 года их количество возросло до девяносто шести. В конце 20-х годов XIX века коричневые цветочные тарелки были заменены на белые. И те, и другие использовались в качестве десертных после основной трапезы с сервизом Гран Вермель. Они были выполнены по образцу постоянно пополнявшейся с 1801 года коллекции Венской фарфоровой мануфактуры.